# Ingeborg Slakters
Ingeborg Slakters, död 1671, var en svensk kvinna som anklagades för trolldom i Bohuslän under det stora oväsendet.  Hon tillhörde de anklagade vid häxprocessen i Marstrand. Hon anklagades för att vara Djävulens svärmor och hennes dotter Malin Slakters för Djävulens brud i det påstådda Satans bröllop i Marstrand. Hon avled i fängelset medan hennes dotter lyckades rymma. 

## Biografi
Ingeborg Slakters var bosatt i Marstrand. Hon angavs 1669 för häxeri av Ragnille Jens Swenses, som angav både Ingeborg och hennes dotter Malin Andersdotter Slakters, som hon hävdade hade gått i lära hos Anna i Holte. Både Ingeborg och Malin kallades till rätten och nekade till anklagelsen. 
Hon underkastades vattenprovet, som hon misslyckades med eftersom hon flöt på vattnet. Även hennes dotter underkastades samma prov, med samma resultat. Båda fortsatte att neka till anklagelserna. 
Gertrud Corporals uppgav att hon hade närvarat på "Satans bröllop i Marstrands Skantz", där Ingeborg Slakters dotter Malin Slakters hade vigts vid Satan själv med Anna i Holte och Malin Ruths som brudtärnor och med bland andra Per Larsson i Mollesund, Börta Crämars och Malin på Härrön bland gästerna. 
Både Ingeborg och Malin nekade till anklagelserna. Medan Ingeborg nekade helt och hållet, sade Malin att om något sådant hade hänt, så hade det i så fall ägt rum i en dröm, och inte i verkligheten. 
Vaktmästaren i Marstrand, Lorentz, påstod att det bullrade i Ingeborgs fängelsecell som om hon blev attackerad av Satan: 
"Fördenskull uppkallades Adam Hansson i Marstrand, vilken bekände efter avlagd ed, att då vaktmannen och Mathis Häfner, skräddaren, voro tillsammans hos honom, kom väktaren och sade: "Iag tänker att Fanen bryter halsen af Ingebor Slaktarns, ty dhet bullrar så." De gingo då dit. När de dit kommo hörde de, att det bullrade och skramlade så i vrärna, hit och dit, lika som man skulle såga av ett stycke järn eller en järnstång. och som en hade ramlat med en hop kopparpengar. Ljus hade de itänt, och vaktmästaren stod hos henne, förmante henne och läste för henne. Då de vände igen av läsningen av Guds ord, och när de ville fråga henne om detta sitt leverne, tog det till så hårt att bullra igen, att honom tycktes bullret kom över huvudet på honom. Och de tvenne männen som i dörren stodo, kunde inte höra för bullret vad som taltes. Han frågade Ingebor vad det var som larmade, hoh sade: "Iag wet thet intet." - Hon bekände allenast för honom, att hon av trollkonan Anna i Holta lärde att göra god gärd på ölet, och hon fick gott öl."
Väktaren Clement Clementsson vittnade om att han sett samma sak, och att bullrandet upphörde då han yttrade "Herrens Jesu namn" och förmanade Satan att vika. 
Ingeborg Slaktares förnekade anklagelsen inför rätten "så länge hon hade en bloddroppe i sig, och om hennes hjärta blev skuret i stycken, skulle hon intet hava att bekänna."
Ingeborg Slaktares dotter, "Satans brud" Malin Slakters, tycks vid samma tid ha lyckats rymma ur fängelset under oklara omständigheter. Rätten försökte förgäves ta reda på hur det hade gått till, och det stod klart att hon hade försvunnit utan något respass. 
Ingeborg Slakters avled i fängelset efter att ha utsatts för tortyr. Efter rannsakningen i Marstrand hänsköts hennes fall i november 1671 till hovrätten, men innan en dom hann komma, noterades att Ingeborg Slakters hade avlidit i fängelset.